# Burbach (Bas-Rhin)
Burbach település Franciaországban, Bas-Rhin megyében. Lakosainak száma 279 fő (2022. január 1.). Burbach Berg, Eywiller, Rimsdorf, Sarrewerden, Thal-Drulingen és Wolfskirchen községekkel határos.

## Népesség
A település népességének változása:
| Lakosok száma | 281  | 269  | 276  | 274  | 276  | 278  | 277  | 277  | 279  |
|               | 2013 | 2015 | 2016 | 2017 | 2018 | 2019 | 2020 | 2021 | 2022 |